# Звездина, Мария Николаевна
Мария Николаевна Звездина (29 марта 1923—1973) — советская исполнительница вокала лирико-колоратурное сопрано. Заслуженная артистка РСФСР (1957). Солистка Большого театра (1948—1973).

## Биография
Мария Звездина родилась в 1923 году в Одессе, в семье служащих. Прошла обучение в школе-семилетке, а затем два года обучалась музыке в Одесском музыкальном училище. В начале Великой Отечественной войны вместе с родными эвакуировалась в Свердловск, где продолжила получать музыкальное образование, завершив обучение в училища и поступив в Киевскую консерваторию. В 1944 году вместе с педагогическим и студенческим составом консерватории возвратилась в Киев из эвакуации и в 1948 году завершила обучение в высшем музыкальном учебном заведении.
В 1948 году поступила в оперную труппу Большого театра. В 1949 году приняла участие в международном конкурсе вокалистов в ходе проведения Международного фестиваля демократической молодежи и студентов в Будапеште. Получила вторую премию. Молодая солистка приняла участие в международной поездке в Польшу и Финляндию в составе молодежной делегации. Дебют Марии Звездиной в Большом театре состоялся в феврале 1949 года, где она исполнила партию Джильды в опере Верди «Риголетто».
В 1951 году снялась в фильме «Большой концерт» у режиссёра Веры Строевой. Сыграла роль колхозницы Наташи Званцевой.
Одна из значимых последних работ Звездиной в театре — колоратурная партия Розины в опере «Севильский цирюльник» Россини.
В юбилейные дни 175-летия Большого театра Мария Звездина была награждена орденом «Знак Почёта». В 1957 году солистка была удостоена почётного звания «Заслуженный артист РСФСР».
Умерла в Москве в 1973 году.

## Роли и исполнение
- Лакме в одноимённой опере Лео Делиба,
- Снегурочка в одноимённой опере Н. А. Римского-Корсакова,
- Джильда — «Риголетто» Дж. Верди,
- Прилепа — «Пиковая дама» П. И. Чайковского,
- Розина — «Севильский цирюльник» Дж. Россини,
- Мюзетта — «Богема» Дж. Пуччини,
- Церлина — «Дон Жуан» Моцарта,
- Сюзанна — «Свадьба Фигаро» Моцарта,
- Марселина — «Фиделио» Л. ван Бетховена,
- Софи — «Вертер» Ж. Массне,
- Церлина — «Фра-Дьяволо» Д. Обера,
- Нанетта — «Фальстаф» Дж. Верди,
- Бианка — «Укрощение строптивой» В. Шебалина,
- Птица Сирин — «Сказание о невидимом граде Китеже и деве Февронии» Н. А. Римского-Корсакова.